# گادولینیت
گادولینیت (Gadolinite) که گاهی با نام ایتربایت (ytterbite) نیز شناخته می‌شود، یک کانی سیلیکاته است که عمدتاً از سیلیکات‌های سریم، لانتانیم، نئودیمیم، ایتریم، بریلیم و آهن با فرمول (Ce,La,Nd,Y)
2FeBe
2Si
2O
10 تشکیل شده‌است. بسته به عنصر تشکیل دهندهٔ عمده و برجسته، گادولینیت-(Ce) یا گادولینیت-(Y) نامیده می‌شود (اگر ایتریم غالب باشد Y و اگر سریم، Ce). ممکن است حاوی ۳۵٫۵ درصد عناصر کمیاب زیرگروه ایتریم، ۲٫۲ درصد سریم، تا ۱۱٫۶ درصد BeO و آثار توریم باشد. این کانی در سوئد، نروژ و ایالات متحده (تگزاس و کلرادو) یافت می‌شود.

## ویژگی‌ها
گادولینیت نسبتاً کمیاب است و معمولاً به‌خوبی کریستال تشکیل می‌دهد. رنگ آن تقریباً سیاه است و درخشندگی زجاجیه‌ای دارد. سختی بین ۶٫۵ تا ۷ در مقیاس موس و وزن مخصوص بین ۴٫۰ و ۴٫۷ است. به شکل مخروطی شکسته می‌شود و رگه‌هایی به رنگ سبز مایل به خاکستری دارد. همچنین تصور می‌شد که این ماده دارای ویژگی‌های pyrognomic است، زیرا می‌تواند نور مرئی را هنگامی که تا دماهای نسبتاً پایین گرم می‌شود ساطع کند، اما اتفاق نظر علمی این است که این ویژگی، حاصل گرماتابی است.

## کاربردها
گادولینیت و اگزنیت بسیار فراوان هستند و منابع آتی عناصر کمیاب زیرگروه ایتریم هستند. در حال حاضر، این عناصر از کنسانتره مونازیت (پس از بازیابی فلزات زیر گروه سریم) بازیافت می‌شوند.